# El Pago
El Pago, o el Portatge, és una entitat de població del municipi de Subirats, a la comarca de l'Alt Penedès. La caseria o llogaret se situa a l'est de Sant Pau d'Ordal, a tocar del quilòmetre 1.223 de la carretera N-340, entre Ordal i Cantallops. Té una població de 66 habitants (2023). Al nord del nucli hi ha el carrer de Can Sala, conjunt de cases del segle XVIII per als treballadors de la vinya.

## Història
A principis del segle XIX s'hi  instal·là una casa per al pagament d'un peatge al rei per poder transitar per la carretera de Tarragona a Barcelona. El pas de la carretera estava tancat per dues parets i una cadena de ferro. El peatge es començà a cobrar l’any 1805, en nom del rei, set quartos per cada matxo amb sella, i vint-i-set quartos per cada carro amb dos matxos. Es va interrompre el 1808, durant la guerra del Francès, i es tornà a implementar el 1815, fins al 1835, que s'anul·là a causa de la seva impopularitat.

## Llocs d'interès
- La Creu del Pago és una creu de terme que es compon d'un pilar de base circular fet amb pedres irregulars unides amb morter.
- El jaciment del Pago, al nord-oest del nucli urbà, són uns terrenys esplanats amb cultius de presseguers i vinyes. S'hi ha trobat ceràmica indígena ibera.[5]
- Centre d'interpretació última defensa de Barcelona (CIUDEB),[6] museu que es complementa amb la visita a les trinxeres de la Guerra Civil espanyola pels boscos a tocar del nucli.[7]

## Toponímia
El nom del poble prové del passat fiscalitzador de l'indret, expressat en castellà. Hi ha hagut intents de catalanitzar el nom, com 'el Portell' o 'el Portatge', que no han reeixit.